# Bucium, Brașov
Bucium este un sat în comuna Șinca din județul Brașov, Transilvania, România.

## Demografie
La recensământul din 1930 au fost înregistrați 523 locuitori, toți români. Sub aspect confesional populația era alcătuită din 520 greco-catolici, 2 ortodocși și 1 adventist.

## Istoric
- Aici se găsește Mănăstirea Bucium cu hramul "Schimbarea la Față". Construcția actuală este făcută peste ruinele vechii mănăstiri, desființate în 1761.